# Ken Jeong
Kendrick Kang-Joh "Ken" Jeong  (Detroit, Míchigan, 13 de julio de 1969) es un comediante, actor de cine y televisión, y médico estadounidense de ascendencia surcoreana. Es más conocido por sus interpretaciones en películas como Knocked Up (2007), The Hangover (2009) y All About Steve (2009), y por su papel de Señor Chang en la comedia televisiva Community.

## Biografía
Es hijo de dos inmigrantes coreanos, Young y D. K. Jeong, este último profesor en la North Carolina A&T State University, en Greensboro, Carolina del Norte, por 35 años. Creció en la localidad de Greensboro y acudió a la escuela Walter Hines Page High School, donde participó en el equipo de superdotados, tocó el violín en la orquesta y fue elegido para el consejo estudiantil. Finalmente se graduó con 16 años.
Siguió completando sus estudios en la Duke University en 1990 y obtuvo su licenciatura  en medicina en la University of North Carolina at Chapel Hill en 1995. Más tarde completó su residencia en medicina interna en el Ochsner Medical Center, Nueva Orleans, mientras a su vez desarrollaba su carrera como cómico.
Se casó con Tran, una médica, con quien tiene tres hijos, incluyendo las gemelas Zooey y Alexa.

## Carrera
Al principio de su carrera, Jeong, estudió con la directora Natalia Lazarus en el Los Ángeles Performing Arts Conservatory, donde ella lo entrenó para su debut cinematográfico en la película Knocked Up. Lazarus entrenó a Jeong del 2006 al 2012 para todos sus papeles en cine y televisión justa hasta la película, The Hangover Part II. Ken Jeong ha participado en diversas series de televisión y películas a lo largo de su carrera. De sus intervenciones en televisión cabe destacar Worst Week (2008), Crossing Jordan (2004), Two and a Half Men (2005), protagonizada por Charlie Sheen; The Shield o Boston Legal ambas de 2009. En todas ellas ha participado o colaborado en algunos episodios, no siendo el protagonista o teniendo un papel relevante en ninguna de ellas. Sin embargo sí consiguió un papel fijo en 2009 en la serie Community, de la cadena NBC, interpretando al profesor de español Ben Chang, uno de sus roles más memorables.
Jeong es más conocido por sus intervenciones en películas como Knocked Up (2007), protagonizada por Katherine Heigl; Role Models (2009), protagonizada por Paul Rudd y Sean William Scott , The Hangover (2009), protagonizada por Bradley Cooper, The Hangover Part II (2011), The Hangover Part III (2013), dirigida por Todd Phillips, siendo la última un gran éxito de taquilla, recaudando 467 millones de dólares en todo el planeta. También participó en la fallida comedia All About Steve (2009), protagonizada por Sandra Bullock y de nuevo Bradley Cooper, siendo duramente criticada por la prensa especializada. En 2010 estrenó la comedia Furry Vengeance protagonizada por Brendan Fraser y que fue considerada una de las peores películas del año. Ese mismo año prestó su voz para la cinta animada Despicable Me, interpretando al personaje de un científico. Hizo un cameo como cartero en la película "Big Mommas: Like Father, Like Son" (2011), protagonizada por Martin Lawrence
Jeong también participó en la tercera entrega de Transformers (2011) dirigida por Michael Bay y en  Zookeeper (2011) en la que aparece junto a actores como Kevin James y Rosario Dawson.
Dentro de sus películas también se incluye “Crazy Rich Asians”. Actualmente es jurado del show “The Masked Singer” que se estrenó en 2019 y desde 2021 es jurado del show “The Mask Dancer”.

## Filmografía

### Cine
| Año  | Título                                  | Rol                          |
| ---- | --------------------------------------- | ---------------------------- |
| 1998 | Black Jaq                               | Kurt                         |
| 2007 | Knocked Up                              | Dr. Kuni                     |
| 2007 | Uncle P                                 | chico malo                   |
| 2008 | Step Brothers                           | Agente de Empleo             |
| 2008 | Pineapple Express                       | Ken                          |
| 2008 | Held Up                                 | Doctor                       |
| 2008 | Role Models                             | King Argotron                |
| 2008 | The Hangover                            | Mr. Chow                     |
| 2008 | The Goods: Live Hard, Sell Hard         | Teddy Dang                   |
| 2008 | All About Steve                         | Angus                        |
| 2008 | Couples Retreat                         | Therapist                    |
| 2008 | Furry Vengeance                         | Neal Lyman                   |
| 2010 | Despicable Me                           | Talk Show Host (voz)         |
| 2010 | How to Make Love to a Woman             | Curtis Lee                   |
| 2010 | Vampires Suck                           | Daro                         |
| 2011 | Big Mommas: Like Father, Like Son       | Mailman                      |
| 2011 | The Hangover Part II                    | Mr. Chow                     |
| 2011 | Zookeeper                               | Venom                        |
| 2011 | Transformers: el lado oscuro de la luna | Jerry Wang                   |
| 2011 | The Muppets                             | 'Punch Teacher' Host         |
| 2013 | Spy                                     | El examinador                |
| 2013 | Pain & Gain                             | Johnny Wu                    |
| 2013 | The Hangover Part III                   | Mr. Chow                     |
| 2013 | Rapture-Palooza                         | Dios                         |
| 2013 | Despicable Me 2                         | Floyd (voz)                  |
| 2013 | Turbo                                   | Kim Ly (voz)                 |
| 2014 | Los pingüinos de Madagascar             | Short Fuse (voz)             |
| 2015 | The Duff                                | Profesor Arthur              |
| 2016 | Ride Along 2                            | A.J                          |
| 2017 | Killing Hasselhoff                      | Chris Kim                    |
| 2018 | Crazy Rich Asians                       | Goh Wye Mun                  |
| 2018 | Goosebumps 2: Haunted Halloween         | Mr. Chu                      |
| 2019 | Wonder Park                             | Cooper (voz)                 |
| 2019 | Avengers: Endgame                       | Guardia de Seguridad         |
| 2019 | Boss Level                              | Chef Jake                    |
| 2020 | My Spy                                  | Kim                          |
| 2020 | Scoob                                   | Dinamita, el perro maravilla |
| 2021 | Tom & Jerry                             | Jackie                       |
| 2023 | Fool's Paradise                         | TBA                          |

### Televisión
| Año           | Título.                                          | Rol                                  | Notas |  |
| ------------- | ------------------------------------------------ | ------------------------------------ | --- |  |
| 1997          | The Big Easy                                     | Dr. Tang                             | Episodio: "Night Music" |  |
| 2001          | The Downer Channel                               | Dueño de la tienda                   | Episodio: "1.2" |  |
| 2002          | Girls Behaving Badly                             |                                      | Personaje recurrente |  |
| 2003          | Cedric the Entertainer Presents                  | Asian Thunder                        | 1 episodio |  |
| 2003–2005     | MADtv                                            | Varios personajes                    | 4 episodios |  |
| 2004          | Significant Others                               | Ginecólogo                           | Episodio: "An Ache, a Fake & Forgot to Brake"                                                                                              |  |
| 2004          | Crossing Jordan                                  | Steve Choi                           | Episodio: "Slam Dunk" |  |
| 2004          | Grounded for Life                                | Propietario                          | Episodio: "I'm Looking Through You" |  |
| 2005          | Two and a Half Men                               | Enfermero                            | Episodio: "Woo-Hoo, a Hernia-Exam!" |  |
| 2005          | The Office                                       | Bill                                 | Episodio: "E-mail Surveillance" |  |
| 2005          | Mind of Mencia                                   | Ken                                  | 1 episodio |  |
| 2006          | Three Strikes                                    | Intérprete de Roido                  | Episodio: "Pilot" |  |
| 2006          | Entourage                                        | Dueño de la cafetería                | Episodio: "The Release" |  |
| 2007          | The Shield                                       | Skip Osaka                           | Episodio: "Back to One" |  |
| 2007          | Curb Your Enthusiasm                             | Man in Jersey #1                     | Episodio: "The Anonymous Donor" |  |
| 2007          | Boston Legal                                     | Coroner Myron Okubo                  | Episodio: "The Innocent Man" |  |
| 2008          | 'Til Death                                       | Dr. Park                             | 2 episodios |  |
| 2008          | Worst Week                                       | Phil                                 | 2 episodios |  |
| 2009          | WWE Raw                                          | Anfitrión/Él mismo                   | Episodio: "3 August 2009" |  |
| 2009–2011     | American Dad!                                    | Dr. Perlmutter / Butch Johnson (voz) | 3 episodios |  |
| 2009          | Party Down                                       | Alan Duk                             | 2 episodios |  |
| 2009          | American Gladiator                               | Chuck Norris                         | 1 episodio |  |
| 2009          | Men of a Certain Age                             | Kuo                                  | Episodio: "Pilot" |  |
| 2009–2015     | Community                                        | Ben Chang                            | 92 episodios TV Guide Award for Favorite Ensemble (2012) Nominado – Teen Choice Awards por Elección de TV: Nueva estrella masculina (2010) |  |
| 2010          | Players                                          | Rufus Ramsey                         | Episodio: "Induction Day" |  |
| 2012          | Mary Shelley's Frankenhole                       | Hyralius (voz)                       | Episodio: "Maly Sherrey's Hyralius, Mutant Monster!"                                                                                       |  |
| 2012          | Burning Love                                     | Bailarina                            | 2 episodios Streamy Award al Mejor Artista Invitado                                                                                        |  |
| 2012–2014     | Bob's Burgers                                    | Dr. Yap (voz)                        | 3 episodios |  |
| 2013          | Kung Fu Panda: Legends of Awesomeness            | Woo (voz)                            | 2 episodios |  |
| 2013–2014     | Sullivan & Son                                   | Jason                                | 2 episodios |  |
| 2013          | Kelly Clarkson's Cautionary Christmas Music Tale | Mánager de Kelly's                   | Especial de televisión |  |
| 2013          | Maron                                            | Él mismo                             | Episodio: "Sponsor" |  |
| 2013–2014     | Turbo FAST                                       | Kim-Ly (voz)                         | 2 episodios |  |
| 2014          | Hot in Cleveland                                 | Doctor                               | Episodio: "Stayin' Alive" |  |
| 2014          | BoJack Horseman                                  | Dr. Allen Hu (voz)                   | Episodio: "Downer Ending" |  |
| 2015          | Glee                                             | Pierce Pierce                        | Episodios: "What the World Needs Now" "A Wedding"                                                                                          |  |
| 2015 –2017    | Dr. Ken                                          | Dr. Ken                              | Protagonista; también creador, escritor y productor ejecutivo                                                                              |  |
| 2015          | Robot Chicken                                    | Richie Cunningham (voz)              | Episodio: "Ants on a Hamburger" |  |
| 2016          | Wheel Of Fortune                                 | Dr. Ken                              | Episodio: "Fun and Fit 5" |  |
| 2016          | Fresh Off the Boat                               | Gene                                 | 2 episodios |  |
| 2016          | The $100,000 Pyramid                             | Él mismo (celebridad invitada)       | Episodio: "Ken Jeong vs. Tisha Campbell-Martin"                                                                                            |  |
| 2016          | Justice League Action                            | Toyman (voz)                         | Episodio: "Play Date" |  |
| 2019          | The Loud House                                   | Stanley Chang (voz)                  | 2 episodios |  |
| 2019-presente | The Casagrandes                                  | Stanley Chang (voz)                  | |  |
| 2022          | El Pentavirato                                   | Skip Cho                             | 4 episodios |  |

## Premios
| Año  | Premio                                 | Categoría                           | Trabajo | Resultado |
| ---- | -------------------------------------- | ----------------------------------- | --- | --------- |
| 2009 | Awards Circuit Community Awards        | Mejor actor de reparto              | The Hangover (2009)                                                                                                   | Nominado  |
| 2009 | Teen Choice Awards                     | Mejor villano                       | The Hangover (2009)                                                                                                   | Nominado  |
| 2010 | Teen Choice Awards                     | Estrella revelación masculina       | Community (2009) | Nominado  |
| 2010 | Gold Derby TV Award                    | Mejor actor de reparto              | Community (2009) | Nominado  |
| 2010 | Awards Circuit Community Awards        | Mejor actor de reparto              | The Hangover (2009)                                                                                                   | Nominado  |
| 2010 | MTV Movie + TV Awards                  | Mejor momento "WTF"                 | The Hangover (2009)                                                                                                   | Ganador   |
| 2011 | Teen Choice Awards                     | Mejor villano                       | The Hangover (2009)                                                                                                   | Nominado  |
| 2009 | Teen Choice Awards                     | Actor que se roba la escena         | The Hangover Part II (2011)                                                                                           | Nominado  |
| 2012 | TV Guide Awards                        | Actor de reparto favorito           | Community (2009) | Ganador   |
| 2012 | Razzie Awards                          | Peor actor de soporte               | Like Father, Like Son (2011) - The Hangover Part II (2011) - Transformers: Dark of the Moon (2011) - Zookeeper (2011) | Nominado  |
| 2013 | The Streamy Awards                     | Mejor actor invitado                | Burning Love (2012)                                                                                                   | Ganador   |
| 2014 | Behind the Voice Actors Awards         | Mejor actor de voz                  | Despicable Me 2 (2013)                                                                                                | Nominado  |
| 2016 | Behind the Voice Actors Awards         | Mejor actor                         | Dr. Ken (2015) | Nominado  |
| 2016 | Film Independent Spirit Awards         | Premio John Cassavetes              | Advantageous (2015)                                                                                                   | Nominado  |
| 2018 | Legionnaires of Laughter Legacy Awards | Mejor artista de comedia masculina  | | Nominado  |
| 2019 | Screen Actors Guild Awards             | Desempeño sobresaliente en película | Crazy Rich Asians (2018)                                                                                              | Nominado  |
| 2019 | Online Film & Television Association   | Mejor actor de reparto              | Crazy Rich Asians (2018)                                                                                              | Nominado  |
| 2019 | Gold Derby Awards                      | Mejor actor de reparto              | Crazy Rich Asians (2018)                                                                                              | Nominado  |